# 오구치정
오구치정(일본어: 大口町)은 일본 아이치현 북서부에 있는 니와군의 정이다.

## 지리
노비평야 내에 위치한다. 기소강의 퇴적물로 만들어진 선상지로, 북쪽에서 남쪽을 걸쳐 완만한 경사를 이룬다.

## 역사
- 1906년 - 오구치촌이 성립하였다.
- 1962년 - 정으로 승격하였다.

## 인구
| 연도 | 인구   | ±%     |
| ---- | ------ | ------ |
| 1940 | 7,206  | —      |
| 1950 | 8,695  | +20.7% |
| 1960 | 10,163 | +16.9% |
| 1970 | 14,898 | +46.6% |
| 1980 | 16,195 | +8.7%  |
| 1990 | 17,464 | +7.8%  |
| 2000 | 20,633 | +18.1% |
| 2010 | 22,447 | +8.8%  |

## 교통

### 도로
- 국도 41호선
- 국도 155호선